# 동탄원천로
동탄원천로(Dongtanwoncheon-ro)는 경기도 화성시에서 수원시를 잇는 11.3km 도로이다.

## 주요 경유지
- 화성시 (동탄동 - 진안동 - 반월동) - 수원시 영통구 권선구 (권선동 - 매탄동)

## 노선
| 이름                              | 접속 노선                | 소재지              | 소재지              | 소재지              | 비고                |
| 동탄치동천로와 직결               | 동탄치동천로와 직결      | 동탄치동천로와 직결 | 동탄치동천로와 직결 | 동탄치동천로와 직결 | 동탄치동천로와 직결 |
| --------------------------------- | ------------------------ | ------------------- | ------------------- | ------------------- | ------------------- |
| 영천교차로                        | 동탄순환대로             | 화성시              | 동탄동              | 동탄동              |                     |
| 영천교                            |                          | 화성시              | 동탄동              | 동탄동              |                     |
| 열림교                            |                          | 화성시              | 동탄동              | 동탄동              |                     |
| 노작공원생태통로                  |                          | 화성시              | 동탄동              | 동탄동              |                     |
| 노작공원사거리                    | 노작로                   | 화성시              | 동탄동              | 동탄동              |                     |
| 예당마을사거리                    | 동탄반석로               | 화성시              | 동탄동              | 동탄동              |                     |
| 입새지하차도사거리 (입새지하차도) | 동탄중앙로               | 화성시              | 동탄동              | 동탄동              |                     |
| 반송마을사거리                    | 동탄공원                 | 화성시              | 동탄동              | 동탄동              |                     |
| 하나지하차도사거리 (하나지하차도) | 여울로                   | 화성시              | 동탄동              | 동탄동              |                     |
| 능리교차로                        | 효행로                   | 화성시              | 진안동              | 진안동              |                     |
| 기산교                            |                          | 화성시              | 반월동              | 반월동              |                     |
| 한반천교                          |                          | 화성시              | 반월동              | 반월동              |                     |
| 반정1육교                         |                          | 화성시              | 반월동              | 반월동              |                     |
| 반정교차로                        | 동탄지성로               | 화성시              | 반월동              | 반월동              |                     |
| 반정3교                           |                          | 화성시              | 반월동              | 반월동              |                     |
| 원천리천교                        |                          | 화성시              | 반월동              | 반월동              |                     |
| 권선지하차도사거리                | 국도 제42호선 (덕영대로) | 수원시              | 권선구              | 권선동              |                     |
| 지혜샘사거리                      | 동탄원천로813번길        | 수원시              | 권선구              | 권선동              |                     |
| 매탄권선역사거리                  | 권선로                   | 수원시              | 권선구              | 권선동              |                     |
| 매헌사거리                        | 동탄원천로915번길        | 수원시              | 영통구              | 매탄동              |                     |
| 영통구청사거리 (매여울지하차도)   | 효원로                   | 수원시              | 영통구              | 매탄동              |                     |
| 삼성교사거리                      | 인계로                   | 수원시              | 영통구              | 매탄동              |                     |
| 원천2교                           |                          | 수원시              | 영통구              | 매탄동              |                     |
| 매원고삼거리                      | 삼성로213번길            | 수원시              | 영통구              | 매탄동              |                     |
| 원천1교                           |                          | 수원시              | 영통구              | 매탄동              |                     |
| 산드레미사거리                    | 매영로                   | 수원시              | 영통구              | 매탄동              |                     |
| 먼내사거리                        | 동탄원천로1109번길       | 수원시              | 영통구              | 매탄동              |                     |
| 원천교사거리 (원천지하차도)       | 국도 제42호선 (중부대로) | 수원시              | 영통구              | 매탄동              |                     |
| 광교호수로와 직결                 |                          |                     |                     |                     |                     |

## 주요건물및 시설
- 파리바게뜨 동탄시범점 (동탄원천로 163/반송동 86-4)
- 세븐일레븐 동탄푸르지오시티점 (동탄원천로 360/능동 1065-3)
- SK에너지 동탄반월주유소 (동탄원천로 447/반월동 686-2)
- GS칼텍스 한미석유 매탄동주유소 (동탄원천로 1015/매탄동825-13)